# Эдред
Эдред (др.-англ. Ēadred, англ. Edred, Eadred; около 923—23 ноября 955) — король Англии в 946—955 годах из Уэссекской династии.

## Биография
Эдред был младшим сыном короля Эдуарда Старшего и его третьей жены Эдгивы Кентской.
После смерти старшего брата Эдмунда I, заколотого 26 мая 946 года, Эдред был указан в завещании короля как его наследник, так как сыновья последнего были в малолетнем возрасте. Страдая в течение почти всего своего царствования от тяжёлой болезни, Эдред предоставил главные заботы об управлении своей матери Эдгиве и своему ближайшему советнику аббату Дунстану, в руках которого находилось заведование финансами.
В начале его правления в Нортумбрию вторгся бывший король Норвегии Эйрик I Кровавая Секира. Эдреду удалось изгнать оккупантов только в 954 году. Спустя год, 23 ноября 955 года, король, не оставив наследника, умер в селении Фрум (Сомерсет) и был погребён в одной из церквей Уинчестера. Эдреду наследовал его племянник Эдвиг, сын Эдмунда I.